# Abakwasimbo
Abakwasimbo è una piccolo villaggio della Repubblica Democratica del Congo (ex Zaire), nella provincia del Kivu Nord.